# Capnia ansobiensis
Capnia ansobiensis är en bäcksländeart som beskrevs av Zhiltzova 1974. Capnia ansobiensis ingår i släktet Capnia och familjen småbäcksländor. Inga underarter finns listade i Catalogue of Life.